# Litophyton orientale
Litophyton orientale is een zachte koraalsoort uit de familie Alcyoniidae. De koraalsoort komt uit het geslacht Litophyton. Litophyton orientale werd in 1933 voor het eerst wetenschappelijk beschreven door Roxas. 